# Äspö församling
Äspö församling var en församling i Lunds stift och i Trelleborgs kommun. Församlingen uppgick 2002 i Källstorps församling.

## Administrativ historik
Församlingen har medeltida ursprung.
Församlingen var till 1 maj 1929 moderförsamling i pastoratet Äspö och (Östra) Klagstorp. Från 1 maj 1929 till 1962 var församlingen annexförsamling i pastoratet Källstorp, Lilla Beddinge, Östra Klagstorp och Äspö. Från 1962 till 1974 var den annexförsamling i pastoratet Hemmesdynge, Södra Åby, Östra Torp, Lilla Isie och Aspö. Från 1974 till 2002 var församlingen annexförsamling i pastoratet Källstorp, Lilla Beddinge, Östra Klagstorp, Tullstorp, Hemmesdynge, Södra Åby, Östra Torp, Lilla Isie och Äspö.  Församlingen uppgick 2002 i Källstorps församling.

## Kyrkor
- Äspö kyrka